# Diocesi di Maliana
La diocesi di Maliana (in latino: Dioecesis Malianensis) è una sede della Chiesa cattolica a Timor Est suffraganea dell'arcidiocesi di Dili. Nel 2021 contava 285.910 battezzati su 291.777 abitanti. È retta dal vescovo Norberto do Amaral.

## Territorio
La diocesi di Maliana comprende la regione amministrativa di Maliana con 3 distretti (Liquiçá, Bobonaro, Cova-Lima) e 16 sub-distretti. Confina ad est con l'arcidiocesi di Dili e ad ovest con la diocesi di Atambua, in Indonesia.
Sede vescovile è la città di Maliana, dove si trova la cattedrale del Sacro Cuore di Gesù.
Il territorio è suddiviso in 11 parrocchie.

## Storia
La diocesi è stata eretta il 30 gennaio 2010 con la bolla Missionalem Ecclesiae di papa Benedetto XVI, ricavandone il territorio dalla diocesi di Dili (oggi arcidiocesi).
Originariamente immediatamente soggetta alla Santa Sede, l'11 settembre 2019 è entrata a far parte della provincia ecclesiastica dell'arcidiocesi di Dili.

## Cronotassi dei vescovi
Si omettono i periodi di sede vacante non superiori ai 2 anni o non storicamente accertati.
- Norberto do Amaral, dal 30 gennaio 2010

## Statistiche
La diocesi nel 2021 su una popolazione di 291.777 persone contava 285.910 battezzati, corrispondenti al 98,0% del totale.
| anno | popolazione | popolazione | popolazione | presbiteri | presbiteri | presbiteri | presbiteri                | diaconi | religiosi | religiosi | parrocchie |
| anno | battezzati  | totale      | %           | numero     | secolari   | regolari   | battezzati per presbitero | diaconi | uomini    | donne     | parrocchie |
| ---- | ----------- | ----------- | ----------- | ---------- | ---------- | ---------- | ------------------------- | ------- | --------- | --------- | ---------- |
| 2010 | 206.597     | 210.000     | 98,4        | 31         | 6          | 25         | 6.664                     |         | 27        | 81        | 10         |
| 2012 | 228.741     | 230.175     | 99,4        | 37         | 15         | 22         | 6.182                     |         | 44        | 101       | 10         |
| 2013 | 232.883     | 239.289     | 97,3        | 37         | 15         | 22         | 6.294                     |         | 45        | 125       | 10         |
| 2016 | 248.383     | 251.092     | 98,9        | 46         | 16         | 30         | 5.399                     | 1       | 65        | 163       | 10         |
| 2019 | 267.206     | 268.822     | 99,4        | 45         | 16         | 29         | 5.938                     | ?       | 50        | 89        | 11         |
| 2019 | 268.387     | 275.059     | 97,6        | 43         | 15         | 28         | 6.241                     | 1       | 62        | 91        | 11         |
| 2020 | 272.664     | 277.515     | 98,3        | 19         | 19         |            | 14.351                    |         | 31        | 144       | 11         |
| 2021 | 285.910     | 291.777     | 98,0        | 51         | 21         | 30         | 5.606                     |         | 58        | 125       | 11         |